# حالئة
حالِئَة (الاسم العلمي Aipysurus)، جنس من الغيدقاوات توجد في البحار الدافئة في منطقة المحيط الهادي الهندي. الأنواع المتعرف بها تسعة.